# Campbell County, Kentucky
Campbell County är ett administrativt område i delstaten Kentucky, USA, med 90 336 invånare. De administrativa huvudorterna (county seats) är Alexandria och Newport.

## Geografi
Enligt United States Census Bureau har countyt en total area på 413 km². 393 km² av den arean är land och 20 km² är vatten.

### Angränsande countyn
- Hamilton County, Ohio - nord
- Clermont County, Ohio - öster
- Pendleton County - syd
- Kenton County - väst

### Orter
- Alexandria (huvudort)
- Bellevue
- California
- Cold Spring
- Crestview
- Dayton
- Fort Thomas
- Highland Heights
- Melbourne
- Mentor
- Newport (huvudort)
- Silver Grove
- Southgate
- Wilder
- Woodlawn